# 늪영양
늪영양(Tragelaphus spekii) 또는 시타퉁가(Sitatunga)는 늪에 사는 영양의 일종으로 중앙아프리카의 콩고민주공화국, 카메룬 그리고 남수단의 일부 지역, 가나, 보츠와나, 잠비아, 가봉, 탄자니아, 우간다, 케냐 등에서 발견된다.

천적은 사자, 표범, 아프리카들개, 악어다.

## 대한민국 내 보유 현황
서울대공원에서 1쌍이 번식한 기록이 있으나, 2015년에 수컷이 죽고, 이후 새끼도 죽고, 남은 어미는 2020년에 폐사하며 국내에선 더 이상 사육하지 않는다.